# LUPEXローバ
LUPEXローバ（Lunar Polar Exploration Mission、ルペックスローバ）は宇宙航空研究開発機構 (JAXA) が計画している月面探査車である。日本はインド宇宙研究機関（ISRO）と協力のもと、2020年代後半に月極域探査機 (チャンドラヤーン5号) の実施を目指しており、このミッションでJAXAはロケットによる打ち上げおよび月面車LUPEXローバを担当することとなっている。ローバの開発は三菱重工が行っている。2022年よりJAXAのプロジェクトとなり、2024年現在は探査機の設計が行われている。2024年10月時点では2028年から2029年の間の打ち上げが予定されている。
日本のLUPEX関連の総開発費は198億円。

## 目的
LUPEXローバには2つの目的がある。1つは月の水資源の利用可能性を調査することである。月の水を月面で直接検出した事例はまだなく、またリモートセンシングによって観測された含水率には誤差が大きく正確な値は判明していない。含水率の直接計測ができれば将来の月面推薬製造プラントの規模を決めることができる。月の水を仮に資源として採掘することができれば地球から水を輸送する必要がなくなるため、月面に有人の拠点を設ける際の費用を大きく抑えることができる。さらに有人月着陸を行うアメリカのアルテミス計画にLUPEXが取得したデータを提供することで国際宇宙探査へ貢献することもできる。LUPEXローバの2つ目の目的は重力天体表面探査技術の取得である。LUPEXローバの運用によって得られる知見はJAXAがトヨタと共同開発している有人月面車ルナクルーザーなどに役立てることができる。

## 経緯
- 1999年、SELENE計画（後のかぐや）のプロジェクト化と同時に、SELENEに続く月探査計画としてSELENE-IIの検討が開始された。これは当時SELENEに搭載予定であった月軟着陸機の次の段階として位置付けられ、月面小型天文台やクレーター中央丘等の地殻深部物質が露出している地域の地質調査を想定し、より高精度な月軟着陸を行うというものであった[6]。
- 翌2000年8月30日の宇宙開発委員会において、開発リスクの分散のために軟着陸機をSELENE計画から分離するという決定が下された[7]。これを受けて新たに月軟着陸実験のみを行う工学実験機として検討が開始されたのがSELENE-Bである。後のLUPEXの原型となる着陸機と月面車の組み合わせによる月表面探査はこの時から検討が開始された。
- 2001年にはSELENE-II候補として検討されていた着陸機と探査車を用いた科学探査案がSELENE-Bにマージされた。
- その後2004年にSELENE-Bは工学実験機として宇宙工学委員会へ提出されたものの、コストパフォーマンスが問題となり選定されなかった。このため、高精度月軟着陸実証の一部を小型月着陸実験衛星（後のSLIM）として計画から分離し[8]、従来の計画をSELENE-2と改名して推進することとなった。
- JSPEC設立後の2007年6月にプリプロジェクト化（フェーズA検討）される。
- 2011年ごろにはテストフィールド内でローバの傾斜地での登坂性能評価や、ローバの越夜のための熱真空試験が行われていた[9]。
- 2015年3月31日、JSPECは宇宙科学研究所に統合・解消された。SELENE-2のフェーズA検討はその時点で止まり、月極域探査ミッションのフェーズ0の活動が開始された[10][11]。
- 2017年12月、JAXAとISROは月極域探査の検討に関する実施取決めを締結した[12]。この中でJAXAは月極域探査ミッションのローバ部分を担当することになった。
- 2019年9月24日にJAXAとNASAのトップ同士の会合が行われた際の共同声明にはNASAのLUPEXへの参加について協議が行われていることが触れられた[13]。
- 2019年末にJAXAはプロジェクト移行前審査 (PRR) を行い、2020年1月に国際宇宙探査センター内にプリプロジェクトチームが発足した[14][15]。
- 2020年12月にLUPEXローバはシステム要求審査 (SRR) を合格した[16]。
- 2022年1月にLUPEXローバはシステム定義審査 (SDR) を合格[17]、2月にはプロジェクト移行審査が行われ、同年JAXAのLUPEXプロジェクトが発足した[5][3]。
- 2022年4月、欧州宇宙機関 (ESA) の表層分圧計 (EMS-L) をLUPEXローバに搭載することについてJAXAとESAが合意した[18]。
- 2023年11月にLUPEXプロジェクトは国際宇宙探査センターから有人宇宙技術部門に移管された[19]。

## 探査の概要
LUPEXローバはISROが開発した着陸機の上部に載って月面まで運ばれる。月面への軟着陸の後に着陸機から展開し探査を開始する。走行には4脚のクローラを使用し、3.5か月をかけて10km移動する。ローバが移動する範囲は、地形が移動可能な傾斜であること、日照の存在、地球との通信などの条件によって左右される。探査は広範囲を網羅する疎観測と水資源が存在する可能性の高い地点での詳細観測に類別される。詳細観測ではドリル（オーガ）を使って1.5mの深さまで掘削し、土壌のサンプルを採取する。採取したサンプルはローバ内部に取り込んで過熱し、蒸発した揮発成分を質量分析器 (REIWA-ADORE) と微量水分・同位体分析装置 (REIWA-TRITRON) で分析にかける。LUPEXローバの科学観測機器はJAXAとISROが担当するものの他、NASAとESAもそれぞれ1つずつ提供する。
月面では2週間の昼と2週間の夜が交互に訪れるが、夜間は日照がないため太陽電池による発電が行えない。そのため電力は電池に頼る必要があり、LUPEXローバには世界最高水準の超高エネルギー密度リチウムイオン電池が使用される。月のクレーターには太陽の光が常に当たらない永久影を持つものがあるが、LUPEXローバは越夜技術を使うことにより永久影の探査を行うことが検討されている。

## 計画の変遷

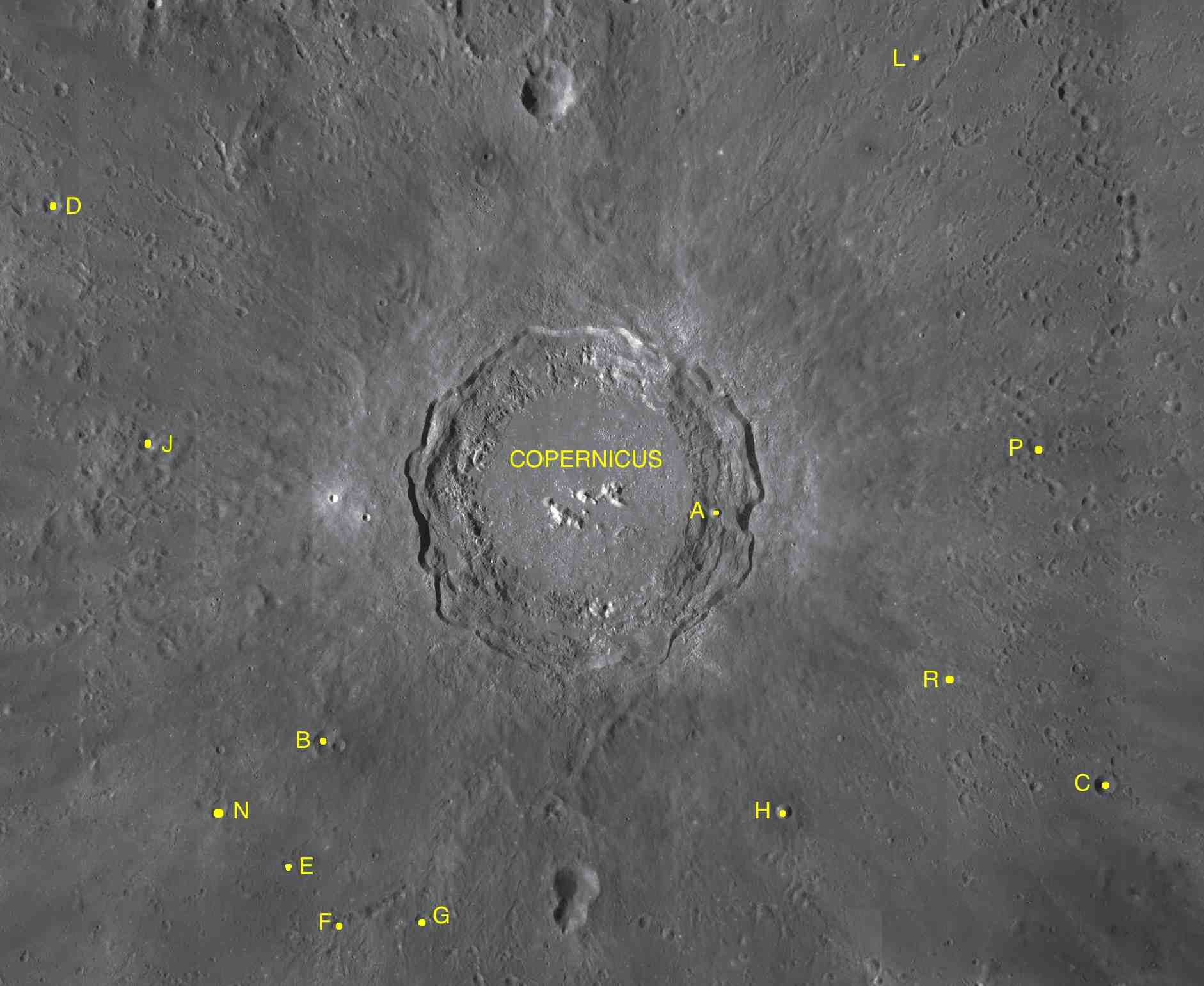
中央丘を持つクレーターの例（コペルニクスクレーター）

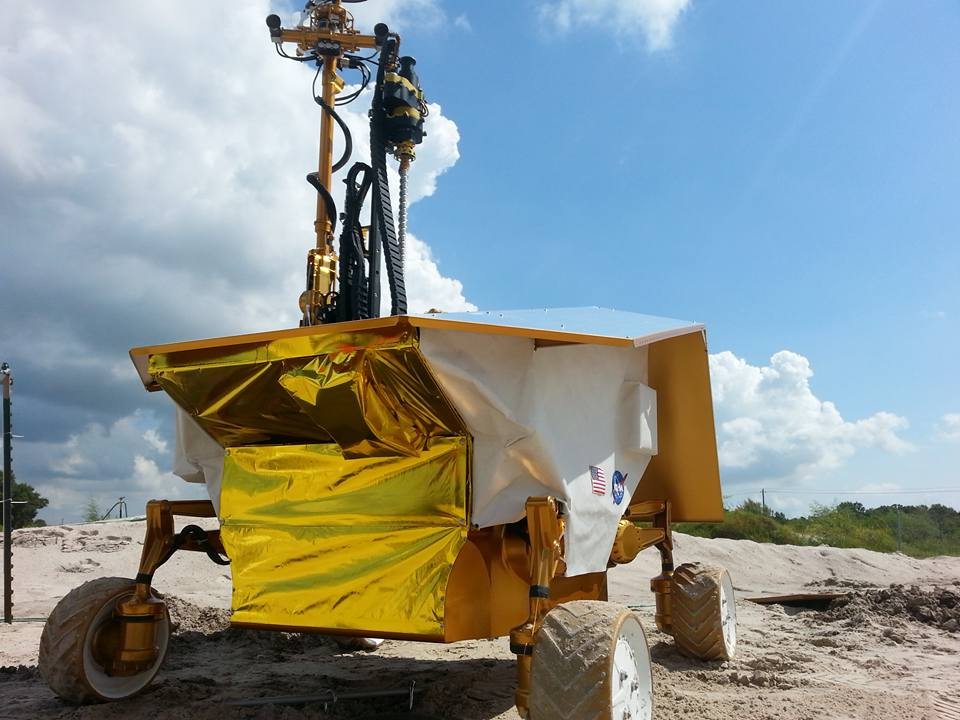
2010年代半ばにSELENE-2への搭載が検討されていたNASAのローバ

ここではLUPEXローバより以前に検討された日本の大型月表面探査ミッションの推移に触れる。2000年、工学的な月面着陸実証と理学的な探査を一緒に行うミッションとして月面軟着陸実験SELENE-Bの検討が始まった。当時NASAのクレメンタイン探査機の成果により月での地質学的調査を行う機運が高まっており、SELENE-Bでは世界最先端の科学的成果を目指すため月面の露頭、具体的にはクレーターの中央丘の探査が目指されていた。高精度着陸によりクレーター内部の平坦な領域に着陸し、中央丘を探査するためにローバーも搭載されるはずだった。SELENE-Bは2004年に宇宙工学委員会へ提案されたものの、選定されなかった。
SELENE-Bに代わる構想として始まったのがSELENE-2である。SELENE-2は周回衛星、着陸機、月面車から構成される。科学観測としては、中止されたLUNAR-Aで開発された地震計を搭載し月震を観測するとともに、月面の採掘による土壌調査が構想されていた。
2013年からはSELENE-2の一環で月の水氷の探査を目指すNASAのチームとの共同探査が検討されるようになった。この構想はSELENE-Rとも呼ばれている。SELENE-RではNASAが開発したローバをJAXAが開発する着陸機で運ぶことが模索された。しかし2016年、NASAは着陸機を提供する機関として最終的に台湾の国家中山科学研究院を選択した。このNASAのローバは2018年に中止が決定した。
その後、JAXAは新たな国際パートナーとしてISROと月の極域を共同で探査する協議を行い、2017年11月には現行のLUPEXが公表された。
| 名称              | 機体構成                                      | 探査対象           | 目的                                                   | ロケット               | 想定打ち上げ時期 |
| ----------------- | --------------------------------------------- | ------------------ | ------------------------------------------------------ | ---------------------- | ---------------- |
| SELENE-B          | 着陸機+探査車                                 | クレーターの中央丘 | 高精度着陸、月の地質探査                               | H-IIA                  | 2008年           |
| SELENE-2 (2010年) | 周回衛星+着陸機+探査車                        | 月の中緯度地域     | 重力天体への着陸技術、表面移動探査技術、月の誕生を解明 | H-IIA                  | 2015年           |
| SELENE-R (2016年) | 着陸機+推進モジュール (米国のローバを搭載)    | 月の南極           | 探査                                                   | H-IIAまたはファルコン9 | 2022年           |
| LUPEX             | 探査車 (着陸機と推進モジュールはインドが提供) | 月の南極           | 月の水の探索                                           | H3                     | 2028年           |